# CD Lagun Onak
A CD Lagun Onak, teljes nevén Club Deportivo Lagun Onak, baszkul Lagun Onak Kirol Kluba spanyolországi baszk labdarúgócsapatot 1944-ben alapították, 2016/17-ben a negyedosztályban szerepelt.
A klubnak a labdarúgó-szakosztályon kívül van hegymászó- és országúti kerékpár-szekciója is.
A klub neve baszkul jó barátokat jelent.

## Statisztika
| Szezon      | Osztály    | Poz. | Copa del Rey |
| ----------- | ---------- | ---- | ------------ |
| 1944-45-től | Regionális | —    |              |
| 1974-75-ig  | Regionális | —    |              |
| 1975/76     | 3ª         | 15.  |              |
| 1976/77     | 3ª         | 19.  |              |
| 1977/78     | Regionális | —    |              |
| 1978/79     | 3ª         | 12.  |              |
| 1979/80     | 3ª         | 12.  |              |
| 1980/81     | 3ª         | 5.   |              |
| 1981/82     | 3ª         | 10.  |              |
| 1982/83     | 3ª         | 18.  |              |
| 1983-84-től | Regionális | —    |              |
| 1990-91-ig  | Regionális | —    |              |
| 1991/92     | 3ª         | 18.  |              |
| 1992/93     | 3ª         | 18.  |              |
| 1993/94     | Regionális | —    |              |
| 1994/95     | Regionális | —    |              |

| Szezon  | Osztály    | Poz. | Copa del Rey |
| ------- | ---------- | ---- | ------------ |
| 1995/96 | 3ª         | 13.  |              |
| 1996/97 | 3ª         | 8.   |              |
| 1997/98 | 3ª         | 10.  |              |
| 1998/99 | 3ª         | 11.  |              |
| 1999/00 | 3ª         | 13.  |              |
| 2000/01 | 3ª         | 20.  |              |
| 2001/02 | Regionális | —    |              |
| 2002/03 | 3ª         | 7.   |              |
| 2003/04 | 3ª         | 14.  |              |
| 2004/05 | 3ª         | 11.  |              |
| 2005/06 | 3ª         | 8.   |              |
| 2006/07 | 3ª         | 14.  |              |
| 2007/08 | 3ª         | 6.   |              |
| 2008/09 | 3ª         | 1.   |              |
| 2009/10 | 3ª         | 17.  |              |
| 2010/11 | 3ª         | —    |              |

## Ismertebb játékosok
- Juan Antonio Larrañaga
- Unai Alba
- Mikel Aranburu
- Mikel Labaka